# Milan (Indiana)
Milan è una città degli Stati Uniti d'America, situata nello Stato dell'Indiana e in particolare nella Contea di Ripley.